# Oddział kapitana Fieofanowa
Oddział kapitana Fieofanowa (ros. Oтряд капитанa Феофанова) – oddział wojskowy Wehrmachtu złożony z Rosjan podczas II wojny światowej
Oddział został sformowany prawdopodobnie w 1942 roku w północnej części frontu wschodniego. Pełnił zadania ochronne oddziału 1C (wywiad i kontrwywiad) sztabu niemieckiej 18 Armii. Na jego czele stanął biały emigrant rosyjski w stopniu kapitana Wehrmachtu Aleksiej A. Fieofanow. Oddział dzielił się na cztery plutony po 25 ludzi. Trzy plutony pełniły rolę bojową, mając każdy przydzielony jeden karabin maszynowy. Czwarty pluton miał charakter gospodarczy. Zimą 1943 r. sztab 18 Armii wraz z oddziałem kpt. A. A. Fieofanowa został przeniesiony w rejon Tartu w okupowanej Estonii. W połowie 1944 r. oddział, w związku z ofensywą Armii Czerwonej, przemaszerował do Prus Wschodnich, a stamtąd do Niemiec, gdzie na początku 1945 roku wszedł w skład nowo formowanej na poligonie w Münsingen 1 Dywizji Piechoty Sił Zbrojnych Komitetu Wyzwolenia Narodów Rosji.